# マフィア梶田
マフィア梶田（マフィアかじた、1987年10月14日 - ）は、日本のフリーライター、ラジオパーソナリティ、マルチタレント。本名は梶田 隆基（かじた りゅうき）。過去の名義にSP田中（エスピーたなか）がある。漫画家の大川ぶくぶと共に株式会社ボスラッシュを経営。

## 概要
上海市生まれ三重県名張市育ちのフリーライターである。主にゲームサイト「4Gamer.net」や声優情報誌などで記事を執筆している。また、『杉田智和のアニゲラ!ディドゥーーン』や『RADIO 4Gamer Tap(仮)』などのラジオ番組にて、ラジオパーソナリティを務めている。そのほか、イベントMCや声優としても活躍している。また、庵野秀明・樋口真嗣の『シン・ゴジラ』や大林宣彦の『海辺の映画館―キネマの玉手箱』に出演するなど、俳優としても活動している。なお、ラジオパーソナリティとして出演する際には「SP田中」名義を用いることもあった。

## 来歴

### 生い立ち
日本人の父と中国人の母をもつハーフで中国の上海で生まれ、中学卒業までは現地の日本人学校に通っていた。なお、元女優の母親は現在も上海在住。親の仕事の都合で中学卒業までは日本と中国を往復する生活が続いたといい、親に初めて買ってもらったゲーム機は「知人が松下電器に勤めてるんだけど、次世代のゲーム戦争ではこれが勝つらしい」と聞いて買ってきたPanasonic 3DO REALとしている。
全寮制の高校で生活していたある日、ゲーム雑誌に載っていた記事でゲームライターという職業を知り、自分もなることを決意。2年生の終わり頃に問題を起こしてとある通信制高校に転向した。本人は退学を希望していたが学校側が「退学者を出した」という汚点を残したくないばかりに転校扱いにされたという。全寮制高校に通っていた頃はゲームやアニメなどの娯楽が禁止されており、テレビもPCも無い生活をしていたが（本人曰く「ムショみたいな学校」）こっそり持ち込んでいたノートパソコンで他の部屋の友人から借りた『新世紀エヴァンゲリオン』のDVDを見て「人生観が変わるぐらい面白かった」といい、転校後はさらにアニメ、ゲーム、漫画にのめりこみ半引きこもり生活を送っていた（その際に読んでいた作品として『スクールランブル』を挙げている）。
マフィアを目指すかライターを目指すかで悩むも、後者のライターとしての道を選ぶ。本人曰く｢中国の知人を通じて大陸系マフィアと顔合わせするという話まで進んでいました｣とのこと。
高校卒業後、バンタンゲームアカデミーのゲームライター学部に入学。そこで声優雑誌の先輩ライターの紹介で杉田智和と出会う。

### ライターとして
4Gamer.netでの仕事を始める前の編集長との面接では、厳つい顔に上下白のジャージ、背中に英語で「学業なんかくそくらえだ」と書いてあるシャツを着用し、本人曰く「とんだDQN」な状態で挑んだにもかかわらず採用される。
2016年公開の劇場版特撮映画『シン・ゴジラ』では、カヨコ・アン・パタースン（演：石原さとみ）のSP役として出演。2015年にあるライブに招待されて行ったところ、総監督の庵野秀明が招待されており、面識のあった庵野の妻の安野モヨコに誘われる形で庵野と会話したことが出演のきっかけで、2日後に庵野を通じて出演のオファーが来たという。なお、唯一庵野指名のキャスティングとのこと。また、出演時はSPという役柄から一切喋らず、収録現場でもシリアスな空気感から休憩中でも他の出演者と話すことが無かったため、公開直前のレッドカーペットセレモニーでネット番組のレポーターを務めた際には、来場した主要な出演者は彼の現場とのギャップに驚いたという。

### SP田中として
『杉田智和のアニゲラ!ディドゥーーン』ではかつてSP田中名義を使用していた。『アニゲラ』出演開始当初、梶田は「SP田中は自身のペルソナ（別人格）である」としていたり、「梶田」と呼ばれた際には一応否定していた。また、『RADIO 4Gamer』第1回でも、田中とは「別人という体」であると発言している。
しかし梶田自身はSP田中と同一人物であることを特に隠すつもりはなかったらしく、『アニゲラ』第6回ではSP田中の本名が梶田であることを明かしており、以降『アニゲラ』内で「4Gamer.netにマフィア梶田の名前で記事をアップします」と発言したり、『ペルソナシリーズ』・『ラブプラス』などの本名プレイを公言していたほか、4Gamer.netで自身が書いた記事に「梶田隆基（かじたりゅうき）」と書かれた写真を堂々と掲載するなどの言動がみられた。
『アニゲラ』第100回において、本来「SP田中」とは番組内のショートドラマにて梶田に演じさせる役名だった事が明かされ、第101回より「マフィア梶田」名義で『アニゲラ』に正式なアシスタントパーソナリティとして出演する事が発表された（それ以前から実質的に、レギュラーのような扱いであった）。

## 人物

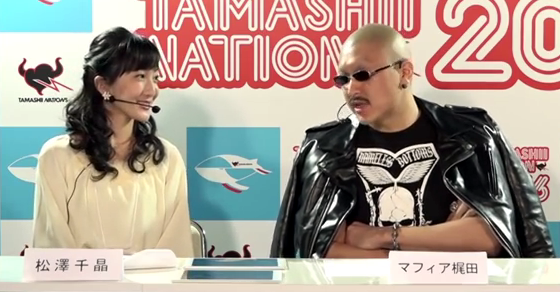
2016年10月28日、「魂ネイション2016」にてアナウンサー松澤千晶（左）と

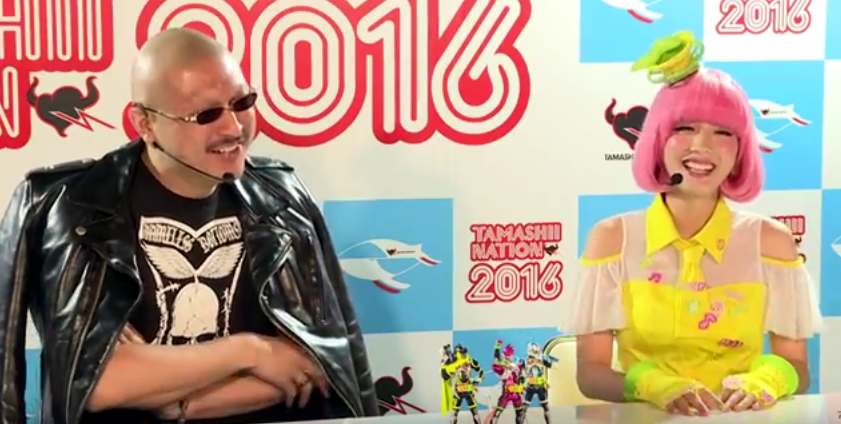
2016年10月28日、「魂ネイション2016」にて『仮面ライダーエグゼイド』のポッピーピポパポ（右）と

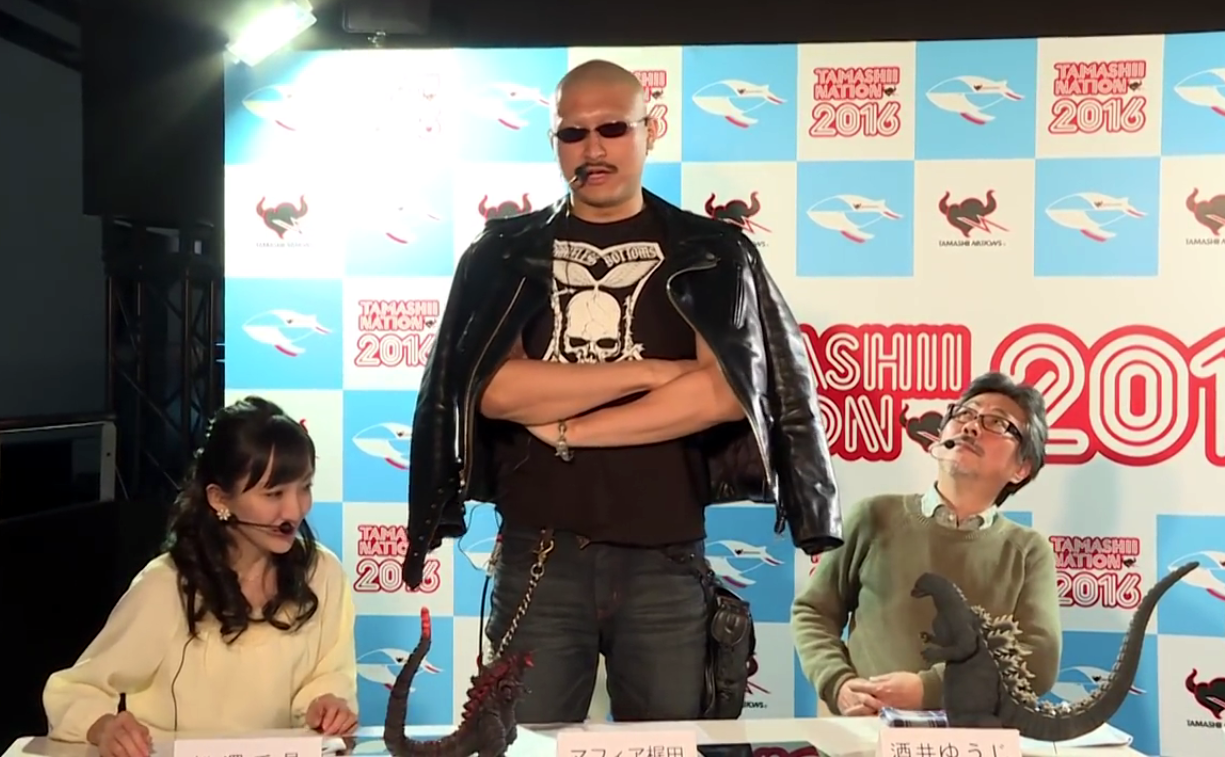
2016年10月28日、「魂ネイション2016」にてアナウンサー松澤千晶（左）、酒井ゆうじ造型工房代表酒井ゆうじ（右）と

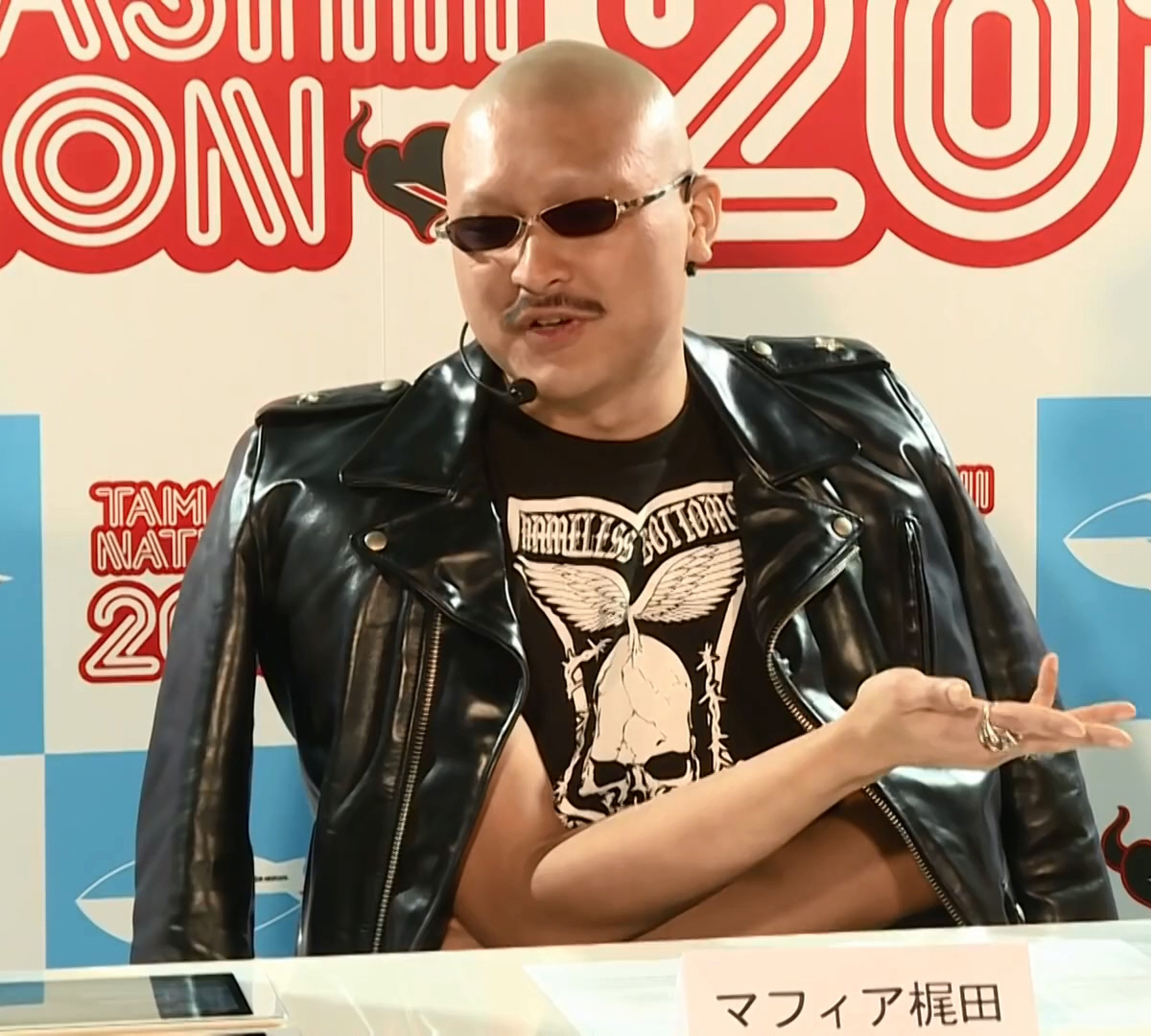
2016年10月28日、「魂ネイション2016」にて

容姿
色付きのメガネ（『杉田智和のアニゲラディドゥーン! 』等で公言（※ICLにより視力が回復したため、2020年からはサングラス））に192cmの長身、さらにはスキンヘッドにヒゲといった威圧的な容姿をしているため、周囲の人間からは「ハードな元ヤン」と勘違いされることが多い（本人の出演するラジオでは悉くこのことがネタにされている）。しかし実際は、自身のコラムやラジオなどで、アニメやゲームなどのいわゆる2次元への愛を熱く語るなど、外見とのギャップが激しい趣味を持っている。見た目のみ怖い格好をしているだけで中身はヤクザとは程遠く、喧嘩の経験も無い一般的なオタクと同じであり怖い人物ではない。本人いわく、具体的には「魁!!クロマティ高校の竹之内豊をマイルドにした感じ」とのこと。その外見から実際の年齢よりも上に見られることがしばしばある。
学生時代は太っており、当時のあだ名はポケモンのカビゴンにちなんで『カジゴン』だった。後にラグビー部に入部し、それをきっかけに痩せていったそうである。
その容姿が原因で職務質問が多い。
疾患
痔持ちで『アニゲラ!ディドゥーン!!!』の中でも度々ネタにされている。本人曰く『安定期』らしく感覚が麻痺してしまっているようである。また、喘息持ちでもある。
キャラクター
その特異なキャラクターから、親交のあるクリエイターが彼をモデルにしたキャラクター（あるいは本人）を作品に登場させることも多い。
モデルグラフィックスでの連載がきっかけとなりワンダーフェスティバル2015[冬]にて「アーマーモデリング」ブースから「フィギュア梶田」が販売されたが、即刻完売。その後モデルグラフィックスなどで通信販売を行うが、2016年現在は入手困難となっている。
趣味・嗜好
高校時代、文化祭には参加しておらず、校舎裏でスティーヴン・キングの小説を読んでいた。そのため、RADIO 4Gamerにて岡本信彦が自身の文化祭の思い出を語った際には、すさまじい形相で岡本を睨みつけた。
住んでいる部屋がとにかく汚い。次番組の「豊崎愛生のおかえりらじお」で豊崎に驚かれるほど汚かった。あまりの汚さから、RADIO 4Gamerの番組企画として、岡本信彦とスタッフの手により部屋の掃除が行われた（なお、その企画の前にも一度、『杉田智和のデュクシwアイテテww』の企画で掃除はされている）。
自動車には興味が無く運転免許もなかったが、『スターオーシャン:アナムネシス』の公式ラジオで共演した中村悠一が運転免許を取ると宣言し、車の話をするようになったことで興味が湧き、自身も免許（AT限定）を取得した。自動車には詳しくなかったため見た目で選んだダッジ・チャレンジャーのハイパフォーマンスモデル「SRTヘルキャット」に乗っている 。2020年現在は車は高速道路の出口の信号待ちの際に追突事故に遭い運転不可となっている。その後車体フレームまで損傷していることが判明し、修理をショップに依頼したものの、安全面で問題があることがわかった。
現在の愛車は69年型シボレー・カマロSSと70年型ダッジ・チャレンジャーR/Tとなっている。
『アニゲラ』にて、（アニメの女性キャラは）ロリも熟女もイケる口と語っている。
猫好き。
交友
学生時代は友達が少なかったようで、本人も「地元に帰っても、友達がいないからつまらない」と語っていた。しかし、現在は職業繋がりで声優の杉田智和、中村悠一、安元洋貴、岡本信彦らと仲が良いことがラジオやブログなどから窺えるように幅広い人脈を構築しており、2016年2月18日に放送された 杉田智和のアニゲラ!ディドゥーーンでは、プライベートで知り合った俳優の松山ケンイチをゲストに招き、番組関係者やリスナーを驚愕させた。
岡本信彦とは、『RADIO 4Gamer』で共演し始めてからプライベートでも付き合いがあるなど仲が良いのだが、岡本がいつまで経っても自分に敬語を使ってくるため少し寂しさを感じているらしい。梶田自身も共演し始めたころは敬語だったが、仲良くなり始めてからはラジオ内でタメ口を使うようになった。本人にとってこれは岡本にもタメ口を使ってほしいというサインだったのだが、岡本は先述のような態度であるため、梶田もラジオ以外では彼に敬語を使っている。呼び方もラジオ内では「しこりん」だが、プライベートでは「岡本さん」であるらしい（なお、ブログや4Gamer.netの記事でも必ず「しこりん（岡本信彦さん）」という形で書かれている）。
本人がいないところでも、友人である杉田智和や中村悠一が度々彼についてのエピソードを語ることがあるため、安元洋貴や一部のファンからは「フリー素材」と言われている。これについては本人も自認しており、Twitterなどでネタにしている。
家族・親族
長く海外生活をしていた一歳下の妹がおり、日本語・英語・中国語を話すトリリンガルとのこと。帰国した2022年からは梶田の会社で動画編集などを担当するスタッフとして働き、同年5月6日からは梶田のYouTubeチャンネルにも出演している。
また、年の離れた従妹がいることを『アニゲラ』や『マフィア梶田の二次元が来い！』で明かしており、「中村悠一には預けられるが杉田智和には預けられない。（理由は）触られそうだから」と発言している。
同じ姓である梶田隆章とは血縁関係はない。2015年に梶田隆章がノーベル物理学賞を受賞した際には本名と一文字違いである事をネタにされ、「だからノーベル賞もらったのは俺じゃねぇってばよ」とTwitterでつぶやいていた。
その他
専門学校時代は優秀な成績だったらしい。また、それ以前からも国語だけは好きだったという。 しかし、地理がかなり苦手。特に彼の描いた日本地図のクオリティは筆舌に尽くしがたいクオリティ（何故か北海道と沖縄県が同じサイズ、そもそも北海道では無くホカイドー、何故か愛知県の横に香川県がある等）であり、彼自身が出演する『アニゲラ』ではその地図を元にしたコーナーがある。
川魚や米、大根、人参や乾燥パスタを生で食べた事がある。
2021年9月23日配信のわしゃがなTVにてアキネイターで運命の人を選ぶ企画を行ったところ、『ペンギン娘』の主人公「南極さくら」との結果が出た。

## 執筆活動

### 連載
- マフィア梶田の二次元が来い！ - 4Gamer.netの週刊連載 第1回(2010/04/09)～第593回(2022/12/09)
- マフィア梶田の立体ヤりたい - モデルグラフィックスの不定期連載
- マフィア梶田の“バーサーカーでも分かる！”FGO講座 - Fate/Grand Order公式ホームページにて連載
- GOHOマフィア！梶田くん - 材料：マフィア梶田・漫画：大川ぶくぶ 電撃G's magazine.comにて月刊連載

### 書籍
- ハイスコアガール 公式ファンブック KAJIMEST - 責任執筆

### 脚本
- MAPLUSポータブルナビ3
  - 「ひぐらしのなく頃に」
竜宮レナ きせかえパック
古手梨花 きせかえパック
  - 「Fate/stay night」
セイバー きせかえパック
遠坂凛 きせかえパック
- ペルソナ2 罪（PSP） - ダウンロードクエスト『マフィアが来たりて記事を書く』
- 取り合いドラマCD「修羅場!」第3巻 〜おまえら、俺をめぐって争うんじゃない!〜 - シナリオ
- 月英学園 -kou-（PSV） - ゲストシナリオ
- コープスパーティー -THE ANTHOLOGY- サチコの恋愛遊戯 Hysteric Birthday 2U（PSP） - 第7章シナリオ
- ラングリッサー リインカーネーション -転生-（3DS） - 超兄貴シナリオ

## 出演

### ラジオ
※はインターネット配信。
- 杉田智和のアニゲラ!ディドゥーーン（2009年 - 2013年、文化放送超!A&G+※） - 第3回よりアシスタントとしてレギュラー出演[注 6]。SP田中名義
  - 杉田智和のアニゲラ!ディドゥーーン!!（2013年 - 2016年）
  - アニゲラ!ディドゥーン!!!（2016年 - 2021年）マフィア梶田名義
- 杉田智和のデュクシwアイテテww（2009年 - 2010年、Kiss-FM KOBE） - パーソナリティ。SP田中名義。
- RADIO 4Gamer（2010年 - 2014年、文化放送超!A&G+※） - アシスタント
  - RADIO 4Gamer Tap(仮)（2015年 - 、文化放送超!A&G+※） - メインパーソナリティ
- スターラジオーシャン アナムネシス（2016年 - 2020年 、文化放送超!A&G+※） - パーソナリティ

### テレビ番組
※はインターネット配信。
- コンテンツビジネス最前線 #1、3（2011年3月26日・12月17日、BSフジ）
- 4Gamer TV〜突然!ブッピGAN!〜（2012年2月24日 - 2013年8月30日、4Gamer.netの動画コンテンツ※） - メインパーソナリティ
- ペルソナストーカー倶楽部（2014年2月28日 - 2016年5月、ニコニコ動画内アトラスチャンネル※） - MC、構成
  - ペルソナストーカー倶楽部V（2016年6月30日 - 2017年3月30日）
- サバイバルクエスト #3、4（2014年3月23日・4月13日、AT-X）#3では電話での声のみ出演。小野坂昌也、中村悠一らと共演
- マフィア梶田のYouTuber始めました（仮）（2015年3月24日 - 、YouTube内4GamerSPチャンネル※）- MC
- ヨソで言わんとい亭～ココだけの話が聞ける㊙料亭～ 裏社会SP（2015年4月30日、テレビ東京）
- Fate/Grand Order カルデア放送局（2016年1月4日 - 、ニコニコ生放送※） - パーソナリティ（不定期）
- 笑いの㊙︎タマリバ！！ 芸人大回転ゲームSP（2017年4月1日、TBS）
- 喫茶安元 アナログゲームはじめました（2017年7月17日 - 9月28日、サンテレビ、AT-X）レギュラー
- ぱすメモちゃんねる！（2017年12月15日 - 2018年12月21日、音泉※・YouTube※） - MC[25]
- ペルソナダンスバトルナイト♪（2018年4月7日、AbemaTV※・ウルトラゲームス※） - MC[26]
- わしゃがなTV（2020年4月1日 - 、YouTube※）- MC
- ENJOY!ヴァンガろうTV（2024年4月27日 - 、BS日テレ） - MC[27]

### テレビアニメ
- 影鰐−KAGEWANI−承（2016年、影鰐）
- ラブ米 -WE LOVE RICE-（2017年、もりのくまさん[28]）
- ぱすてるメモリーズ（2019年、店主）
- 戦翼のシグルドリーヴァ（2020年、グラサン[29]）
- 出禁のモグラ（2025年、スケキヨ[30]）

### 劇場アニメ
- フリクリ オルタナ（2018年、MC）

### OVA
- Hi☆sCoool! セハガール コンプリートDVD ～7人揃ってHiな気分でVサイン！ 1bitオマケつき！～（2016年、ハイサターン）

### ゲーム
2015年
- マフィアモーレ（マフィア梶田）
- ラングリッサー リインカーネーション -転生-（サムソン）
- 白猫プロジェクト（かじたぬき）

2016年
- LORD of VERMILION ARENA（振龍ドラ・ゴーン 他）
- タワー オブ プリンセス（亀田）
- デビルズサードオンライン（執事セット）

2017年
- ブラックローズサスペクツ（ヘイワード・ゴールドマン）
- 戦国幻武（酒井忠次、柿崎景家、北条綱成）

2018年
- スターオーシャン:アナムネシス（スティーブ・K・マフィア）
- 機動戦隊アイアンサーガ（マフィア梶田）
- 共闘ことばRPG コトダマン（マフィア梶田）

2020年代
- Death end re;Quest2（2020年、カジータ・ロッソ）
- Fate/Grand Order（2021年 - 2022年、斬ザブロー）
- ポーカーチェイス（2022年、“教授” 役）

2024年
- ウィッチ・アンド・リリィズ（ヌシ）
- メタファー:リファンタジオ（ルドルフ）

### CM
- 4Gamer.net - アニメ専門チャンネル『キッズステーション』で放映。杉田智和、直司と共演（2013年4月27日 - ）
- 星海社 - 星海社カレンダー小説『マフィアの日』PVに本人役で出演。（2014年3月28日 - ）

### 映画
- Wonderful World（2010年） - 龍興 役[39]
- シン・ゴジラ（2016年）- カヨコ・アン・パタースンのSP 役[40]
- 海辺の映画館―キネマの玉手箱（2020年） - 成田中尉 役[41]
- シティーハンター（2024年、Netflix） - 海坊主 役（カメオ出演）[42][43]

### テレビドラマ
- 魔法×戦士 マジマジョピュアーズ! 第35話（2018年11月25日、テレビ東京） - セキュリティー 役

## マフィア梶田をモデルとしたキャラクター

### 小説
- マージナル・オペレーション - 「梶田」として登場。後に外伝「マフィアの日」で主人公として描かれる[44]。
- 灰と幻想のグリムガル - 「カジタ」として登場。義勇兵。颱風（タイフーン）ロックスの戦士。

### 漫画
- 聖☆おにいさん - リサイクルショップの店主として登場[45]。
- 妖怪少女 -モンスガ- - ウォーリーをさがせ！的なネタとして登場。
- ギルティクラウンDANCING ENDLAVES - テロリストとして登場。
- 百足-ムカデ- - 悪党集団「百足」の一員として登場。
- 限界聖布 マジカルパンツァー！ - 悪党として登場。
- マージナル・オペレーション - 「梶田」として登場[44]。
- 3月のライオン - 「山崎順慶（やまざき じゅんけい）」として登場[46]。
- 異世界もう帰りたい - 武器商人として登場。
- ハイスコアガール DASH - 大野昌の母のボディガード「KAZITA」として登場

### TVアニメ
- ポプテピピック - 第8話に敵ヤクザの1人として登場。（本編4分2秒を参照）

### ゲーム
- マフィアモーレ（Android・iOS）- 彼氏アバターとして登場。
- 白猫プロジェクト（Android・iOS）- 星たぬきの亜種である「かじたぬき」として登場[31]。
- 酔わせてキャバ嬢（Android・iOS）- 太客「梶田様」として登場。
- タワー オブ プリンセス（2016年、Android・iOS） - 亀田として登場。
- 機動戦隊アイアンサーガ (Android・iOS) - マフィア梶田として登場[47][48]。
- 三国志大戦 (2016年 SEGA) - マフィア梶田兵として登場。

## 関連人物
- 朝倉ブルー
- 磯村知美
- 羽海野チカ
- 大川ぶくぶ
- 岡本信彦
- 祁答院慎
- 杉田智和
- 直司 (犬)
- 中村悠一
- ふぁっ熊
- 宮野真守
- フクダーダ
- 安元洋貴
- 星野源
- Lotus Juice